# Hieracium infravillosulum
Hieracium infravillosulum es una especie de planta con flor del género Hieracium, de la familia Asteraceae, orden Asterales.

## Distribución
Hieracium infravillosulum se distribuye por Perú.

## Taxonomía
Fue descrita científicamente por Sleum.
Tratamiento taxonómico
La especie aparece registrada y publicada en Repert. Spec. Nov. Regni Veg.